# Platnickina kijabei
Platnickina kijabei is een spinnensoort in de taxonomische indeling van de kogelspinnen (Theridiidae).
Het dier behoort tot het geslacht Platnickina. De wetenschappelijke naam van de soort werd voor het eerst geldig gepubliceerd in 1920 door Lucien Berland.